# Birationell geometri
Birationell geometri används inom algebraisk geometri för att avgöra när två algebraiska varieteter är isomorfa utanför lägre-dimensionella undergrupper. Det motsvarar att studera avbildningar som ges av rationella funktioner snarare än polynom.